# 下里德湖
46°59′52″N 7°14′28″E / 46.99778°N 7.24111°E

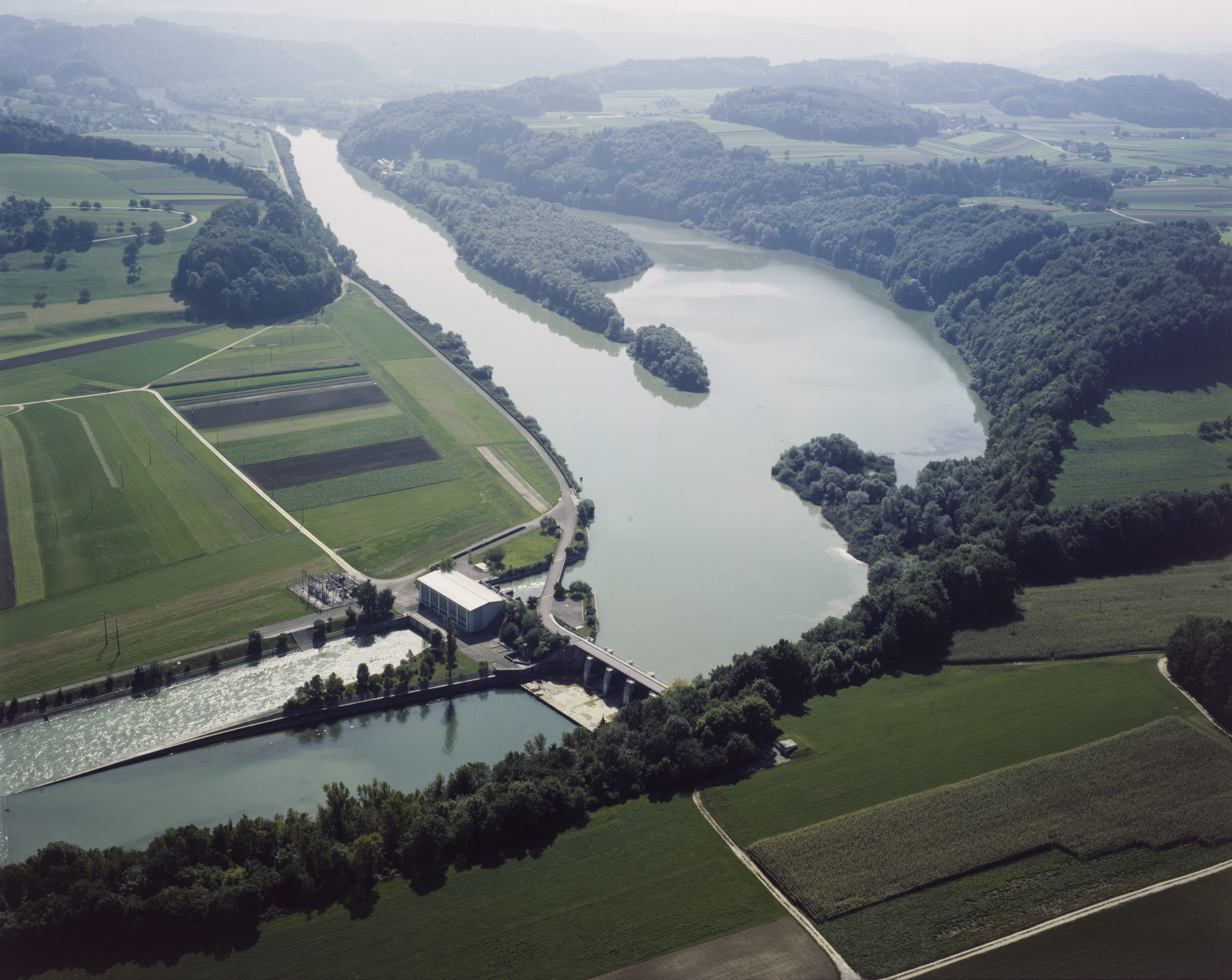

下里德湖（Niederriedsee），是瑞士的水庫，位於該國西部，由伯恩州負責管轄，處於卡爾納赫附近下里德附近的阿勒河，面積1.5平方公里，海拔高度461米，最大水深8米。